# Pirgula atrinotata
Pirgula atrinotata is een vlinder uit de familie van de spinneruilen (Erebidae), onderfamilie donsvlinders (Lymantriinae). De wetenschappelijke naam van deze soort werd voor het eerst geldig gepubliceerd in 1897 door Arthur Gardiner Butler.
De soort komt voor in tropisch Afrika.